# Guinn Smith
Owen Guinn Smith (né le 2 mai 1920 à McKinney (Texas) – mort le 20 janvier 2004 à San Francisco) était un athlète américain, spécialiste du saut à la perche.

## Biographie
Né au Texas, il déménage en Californie quand il est enfant. Au départ, il était sauteur en hauteur mais l'UC Berkeley, l'université où il voulait s'inscrire, avait déjà une forte équipe de sauteurs en hauteur, ce qui le poussa à choisir la perche. Il gagne les NCAA en 1941, un an avant de se diplômer. Il devient pilote en Asie pendant la fin de la Seconde Guerre mondiale. Après avoir remporté les championnats nationaux en 1947, il remporte la médaille d'or aux Jeux olympiques de Londres l'année suivante, pendant une compétition pluvieuse, avec, au dernier essai, 4,30 m.